# Abu al-Walid
ʿAbd al-ʿAzīz bin Ali bin Said Al Said Al-Ghamdi, noto con il suo nome di battaglia di Abū al-Walid (in arabo عبد العزيز بن علي بن سعيد الغامدي‎?; Baljurashi, 1967 – Ca-Vedeno, 16 aprile 2004), è stato un rivoluzionario saudita, comandante dei Mujaheddin stranieri in Cecenia.

## Biografia
Abd al-Aziz Al-Ghamdi nacque in una numerosa famiglia saudita, uno di undici fratelli, nel villaggio di al-Hal vicino alla città di Baljurashi, nella provincia di al-Baha. Suo padre Ali era l'imam del villaggio e, secondo i suoi fratelli, il giovane Abd al-Aziz passava il tempo libero leggendo e imparando il Corano.

### Militanza
Compiuti 19 anni, nel 1986 Al-Ghamdi chiese il permesso ai suoi genitori di poter partire e unirsi ai mujaheddin volontari che stavano combattendo l'Unione Sovietica durante la guerra sovietico-afgana. Arrivato in Afghanistan, si formò nell'organizzazione islamista Maktab al-Khidamat per due anni, combattendo contro le truppe sovietiche fino al 1989, anno della sconfitta russa. Tornò poche volte in patria, una per essere curato ad una mano.
Dopo la campagna in Afghanistan, al-Walid partecipò negli anni '90 alla guerra civile tagika con le forze d'opposizione tagike e alla guerra in Bosnia ed Erzegovina contro i serbi, entrando nel 7º Battaglione musulmano dell'Armata repubblicana bosniaca insieme ad altri veterani dell'Afghanistan. Si schierò dalla parte dei ceceni separatisti nella prima guerra cecena, venendo notato dal comandante dei volontari stranieri Ibn al-Khattab, che lo elevò a nāʾib (vicecomandante). Sotto Khattab, al-Walid prese parte all'imboscata e massacro di una colonna russa del 245º Reggimento fucilieri motorizzato nell'aprile 1996 a Jaryš-Mardy, vicino alla cittadina di Šatoj.

### Seconda guerra cecena
Nel 2000, insieme all'emiro Abu Jafar, guidò 50 uomini contro una colonna del 51º Reggimento paracadutisti della 106ª Divisione aviotrasportata delle guardie a Sežern'-Jurt.
Nel 2001 venne nominato dal presidente ceceno Aslan Maskhadov comandante del fronte orientale. Dopo la morte di Khattab, Abu al-Walid divenne il comandante in capo dei combattenti volontari.

### Morte
Abū al-Walid venne ucciso in un'imboscata organizzata dai membri del Battaglione specnaz "Vostok" guidati dall'ex separatista ceceno Sulim Jamadaev. La morte venne confermata da Abdullah Al-Ghamdi, fratello di al-Walid. Fu succeduto da Abu Hafs al-Urduni come comandante dei volontari stranieri.
Il 3 ottobre 2007, secondo il sito web dei separatisti ceceni "Kavkaz-Center", il presidente della Repubblica cecena di Ichkeria, Dokka Umarov, gli ha conferito postumo il più alto ordine della repubblica, l'Onore della nazione.

## Vita privata
Durante la sua militanza in Cecenia, prese in moglie una donna locale ed ebbe due figli.